# Oxyserphus maculipennis
Oxyserphus maculipennis är en stekelart som först beskrevs av Cameron 1888.  Oxyserphus maculipennis ingår i släktet Oxyserphus och familjen svartsteklar. Inga underarter finns listade i Catalogue of Life.